# Церква святого архістратига Михаїла (Мельниця-Подільська)
Церква святого Архистратига Михаїла в Мельнице-Подільській — парафія і храм греко-католицької громади Мельнице-Подільського деканату Бучацької єпархії Української греко-католицької церкви в смт Мельниця-Подільська Чортківського району Тернопільської области.
Оголошена пам'яткою архітектури місцевого значення (охоронний номер 408).

## Історія церкви
Згідно з документами Центрального державного історичного архіву у Львові, перша згадка про Мельнице-Подільський греко-католицький храм датується 1767 роком. У 1772 році тодішній власник граф Йоган Лянцкоронський збудував на місці старої дерев'яної церкви нову, кам'яну, круглої форми.
З XVIII століття парафія була греко-католицькою. До 1946 року вона залишалася в лоні УГКЦ.
У 1874 році церква отримала відпуст від Апостольського Престолу.
З 1946 по 1963 рік, а також з 1988 по 1990 рік, парафія і храм належали до РПЦ.
З 1963 по 1988 рік церкву закрила державна влада.
З 1990 року парафія знову в лоні УГКЦ. У 2000 році храм оновив Петро Стадник, а освятив владика Павло Василик.
Єпископську візитацію парафії у 1996 році провів владика Михаїл Сабрига.
При парафії діють:
- Братство «Апостольство молитви».
- Спільнота «Матері в молитві».

До церкви належить недіючий костел із земельною ділянкою 0,42 га, а також парафіяльний будинок із ділянкою 0,4 га. У селищі є фігури Матері Божої, хрест та дві богослужбові каплички: одна на хуторі Гай, інша в лікарні.

## Парохи
- о. Омелян Глібовицький (1886—1887, сотрудник)[3]
- о. Олександр Капустинський (1886—1938),
- о. Григорій Капустинський (1938—1946),
- о. Володимир Михайлюк (1990 - 2020),
- о. Ярослав Антонійчук (2001-2022, сотрудник),
- о. Василь Тимофійчук (2023- 2024 сотрудник),
- о. Андрій Андрушків (2025 -сотрудник),
- о. Андрій Бойко (2017 - парох).